# سنونو النهر ذو العين البيضاء
سنونو النهر ذو العين البيضاء (الاسم العلمي: Pseudochelidon sirintarae)، نوع من الطيور الجاثمة المنتمية إلى جنس سنونو النهر وفصيلة. موطنه تايلاند.